# Sebakwe ituriensis
Sebakwe ituriensis är en skalbaggsart som beskrevs av Decelle 1960. Sebakwe ituriensis ingår i släktet Sebakwe och familjen Melolonthidae. Inga underarter finns listade i Catalogue of Life.